# Syzygium cyanophyllum
Syzygium cyanophyllum là một loài thực vật có hoa trong Họ Đào kim nương. Loài này được (P.C.Kanjilal & D.Das) Raizada miêu tả khoa học đầu tiên năm 1948.